# El Alacrán (Tabasco)
El Alacrán es un ejido del municipio de Cárdenas ubicado en la subregión de la Chontalpa del estado mexicano de Tabasco.

## Geografía
La localidad se ubica a 49.1 kilómetros (en dirección suroeste) de la localidad de Cárdenas, la cabecera y lugar más poblado del municipio. Se sitúa en las coordenadas geográficas 18°22′52″N 93°36′58″O / 18.381111, -93.616111, a una elevación de 0 metros sobre el nivel del mar.

## Demografía
Según el Conteo de Población y Vivienda 2020, efectuado por el Instituto Nacional de Estadística y Geografía, la localidad de El Alacrán tiene 265 habitantes, de los cuales 138 son del sexo masculino y 127 del sexo femenino. Su tasa de fecundidad es de 2.66 hijos por mujer y tiene 81 viviendas particulares habitadas.
| Gráfica de evolución demográfica de El Alacrán entre 1940 y 2020 |
|                                                                  |
| INEGI.                                                           |